# Дрнек (Кладно)
Дрнек (чеш. Drnek) је насељено мјесто са административним статусом сеоске општине (чеш. obec) у округу Кладно, у Средњочешком крају, Чешка Република.

## Становништво
Према подацима о броју становника из 2014. године насеље је имало 176 становника.